# 社会民主党 (スロベニア)
社会民主党（しゃかいみんしゅとう、スロベニア語: Socialni demokrati）は、スロベニアの議会政党の一つである。社会民主主義をかかげている。

## 概要
1989年、ユーゴスラビア共産主義者同盟のスロベニア支部であった「スロベニア共産主義者同盟」はスロベニア社会主義共和国における一党独裁の放棄と複数政党制の導入を決定した。1990年1月、スロベニア共産主義者同盟の左派勢力はスロベニア共産主義者同盟を民主改革党（SDP）と改称し、新書記長にシリル・リビチッチが選出された。1990年4月の総選挙で、民主改革党は17.3％の票を獲得するが中道右派の政党連合「デモス（DEMOS、スロベニア民主反対派）」に敗北した。1990年から1992年の間、アロイス・ペテルレ中道右派連立内閣において最大野党となる。1992年のペテルレ政権崩壊後、デモス内の左派勢力（スロベニア社会民主党、スロベニア民主党、スロベニア緑の党）が樹立したヤネス・ドルノウシェク政権に加わった。同年、党名を社会民主改革党(SDP)に変更する。
総選挙を控えた1992年、社会民主改革党は社会民主同盟、スロベニア労働党、スロベニア年金生活者民主党と政党連合「統一リスト」を結成した。新たに結成された政党連合は、総選挙で13.6％の票を獲得し、議会内でスロベニア自由民主党、スロベニアキリスト教民主党に次ぐ三番目の勢力となった。この3つの政党は、自民党党首ヤネス・ドルノウシェクのリーダーシップによって、後に「大連合」と呼ばれる連立政権の樹立を決定した。
1993年5月29日、リュブリャナの党大会で統一リストを選挙連合から単一政党へと改組することが決定し、「社会民主統一リスト」と改称して、新しい書記長にヤネス・コツィヤンチッチが選出された。社会福祉政策をめぐる対立が原因で1996年1月に連立内閣を離脱する。さらに、党内の有力議員が離党し、スロベニア年金生活者民主党を再建した。1996年の総選挙では、社会民主統一リストはわずか約9％の票しか獲得できなかった。1996年から2000年の間は、野党として活動。1997年に社会民主党では第三回全国大会で新書記長としてボルト・パホルが選出され、党の穏健化改革が進められた。2000年の選挙では、12％の票を獲得し、ヤネス・ドルノウシェク中道左派連立政権に参加、ボルト・パホルはスロベニア国民議会議長に選出された。2004年の総選挙では、党は10.2％の票を獲得したが、リベラル保守政党のスロベニア民主党が主導する中道右派政権に反対し、野党の地位にとどまった。
2005年、リュブリャナで開かれた第五回党大会で、党名を社会民主統一リストから社会民主に改めた。2006年7月には、ユーゴスラビア共産主義者同盟時代に関して批判的な総括を採用した。
2004年の選挙での敗北を機に自民党が分裂し、ヤネス・ヤンシャ率いる中道右派政権に対する有力な左派政党として社会民主が浮上してきた。2007年にはアントン・ロップ元首相を筆頭に自民党の有力議員が社会民主党に加わり、議会内で第二党となるまでになった。2008年、社会民主党は、院外政党のスロベニアキリスト教社会主義者と選挙協定を締結、同年9月の選挙で社会民主党は、30.45パーセントの票を獲得し政権交代を実現し、ザレス、スロベニア年金生活者民主党、自民党とともに連立内閣を発足させた。

## 国際連携
1996年9月、第20回大会で社会主義インターナショナルにオブザーバーとして加盟。2003年5月16日には欧州社会党（PES）に加盟。2013年5月22日には進歩同盟に加盟している。